# Raccord symétrique Guillemin

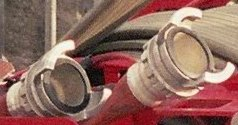
Demi-raccords symétriques Guillemin de tuyaux d'incendie.

Schéma de principe d'un demi-raccord symétrique Guillemin ; il ne s'agit pas d'un dessin coté.

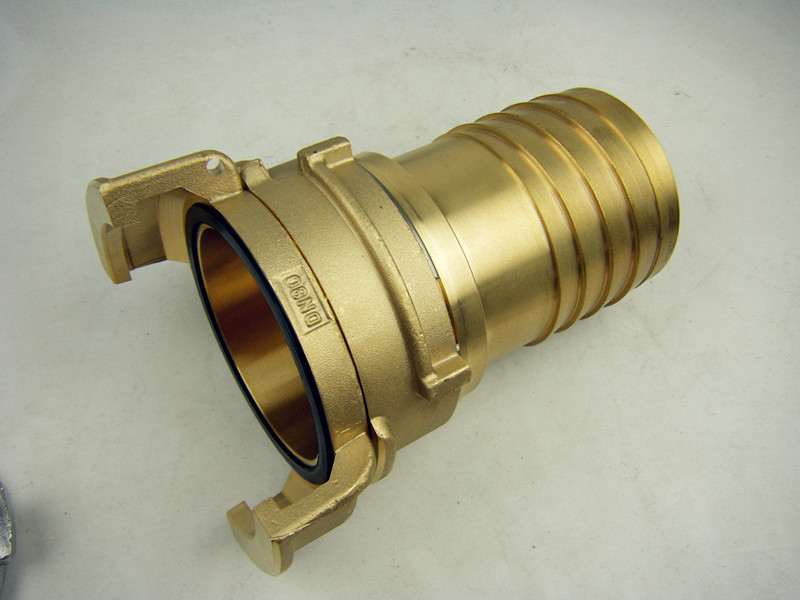
Demi raccord symétrique Guillemin de SME.

Raccord symétrique Guillemin assemblé.

Le raccord symétrique Guillemin, appelé couramment en France raccord sapeur pompier est un dispositif mécanique de raccordement de deux éléments de tuyaux.
À l'instar du raccord Storz, utilisé en Allemagne et en Suisse, les deux tuyaux à raccorder sont munis chacun d'un demi-raccord identique et symétrique. Un demi-raccord est composé d'un corps à l'avant duquel une gorge comporte le joint d'étanchéité, de deux demi-coquilles ou mâchoires, d'une bague de verrouillage tournant librement et comportant les rampes servant au verrouillage, un jonc de maintien en position de la bague de verrouillage.
Pour réaliser l'assemblage,
1. Mettre les demi-raccords face-à-face, en opposition (les guides sont complémentaires), en tournant les bagues de sorte que les doigts soient derrière les guides pour un demi-raccord donné ;
2. Emboîter les demi-raccords l'un dans l'autre (les joints sont l'un contre l'autre),
3. Tourner les bagues de sorte que les doigts d'un demi-raccord passent dans les guides de l'autre demi-raccord.

Les bagues sont tournées à la main dans un premier temps, puis avec une clef Guillemin ou une clef tricoise pour compléter le serrage.
Étanchéité
Tout comme sur les raccords de type Storz, le raccord Guillemin possède un joint plat. La forme de la partie rotative du raccord fait qu'en tournant celle-ci, elle déplace les deux raccords l'un vers l'autre, forçant ainsi les joints à s'appuyer l'un sur l'autre, réalisant ainsi l'étanchéité. Plus les joints sont appuyés l'un sur l'autre, plus il y a étanchéité, ceci expliquant la nécessité d'utiliser une clef, le serrage "à la main" ne permettant pas de réaliser l'effort nécessaire. 
Pour cette raison, on peut utiliser un raccord Guillemin aussi bien en aspiration qu'en refoulement puisque la pression ou la dépression à l'intérieur du tuyau n'a pas d'impact sur le principe des joints.
Ce système en vigueur dans la lutte contre l'incendie depuis la fin du XIXe siècle est aussi utilisé par certains dispositifs d'irrigation et pour le transvasement de liquides ou de substances pulvérulentes dans les industries chimiques, pétrochimiques et agro-alimentaires.

## Le raccord DSP
Si le raccord DSP est visuellement très proche du raccord Guillemin, il s'en distingue pourtant fortement au niveau du système d'étanchéité.  
Alors que les Storz et les Guillemin possèdent des joints plats ce qui oblige à utiliser une clef pour assurer l'étanchéité, les raccords DSP utilisent des joints à lèvre. L'augmentation de la pression dans le tuyau va provoquer l'écartement de la lèvre du joint, qui va se plaquer sur la lèvre du joint de l'autre raccord et assurer ainsi l'étanchéité. 
L'énorme avantage de ce système c'est qu'il n'est pas nécessaire de serrer les raccords DSP avec une clef: un simple serrage "à la main" est suffisant, la pression dans le tuyau faisant le reste. 
Ceci étant, la forme des lèvres des DSP fait qu'elles ne se plaquent l'une sur l'autre qu'en cas d'augmentation de pression dans le tuyau. Lorsqu'il n'y a pas de pression ou, pire, lorsqu'il y a une dépression, la forme des lèvres ne leur permet pas de se plaquer l'une sur l'autre et il n'y a donc pas d'étanchéité. Pour cette raison, les raccords DSP ne peuvent pas être utilisés en aspiration.  
Le demi-raccord DSP comporte donc un joint à lèvre souple, la bague de verrouillage comporte deux rampes avec chacune en son milieu un bossage. Lors de la manœuvre de verrouillage, le bossage sera positionné dans le second cran que comportent les contre-rampes des coquilles du demi-raccord opposé. 
Ce dispositif est un anti-retour, il évite les désaccouplements intempestifs sous l'effet des vibrations provoquées par les pompes ou les torsions du tuyau.
Le DSP est un raccord rapide symétrique. Il n'y a donc pas de différenciation mâle/femelle et les deux tuyaux à raccorder sont munis chacun de demi-raccords identiques et peuvent être déroulés dans n'importe quel sens sans risque de se tromper. 
À noter que ce point, évitant les erreurs et la perte de temps lors de la mise en place des tuyaux, est parfois considéré dans certains cas comme un inconvénient. Ainsi, les raccords "vissés" tels que ceux utilisés aux USA, possèdent une partie femelle et une partie mâle. Pour les pompiers américains, la mise en place des tuyaux est donc un peu plus compliquée. Par contre, lorsqu'ils sont désorientés dans un bâtiment enfumé (par exemple), ils peuvent déterminer le sens du tuyau (vers le feu ou vers la sortie), simplement en touchant les raccords.   
Le nom "DSP"
Il existe plusieurs hypothèses concernant l'origine du nom DSP : 
1. L'appellation raccord DSP proviendrait du nom de son inventeur, monsieur Delieuvin (ou Delieuvain) associé aux mots Sapeur-Pompier
2. Elle pourrait aussi signifier Delieuvin Symétrique Paris
3. Elle proviendrait de façon semblable de l'acronyme de "Dubois Spécial Pompier"[1]
4. Eugène Corbaz, autre inventeur supposé, aurait fait breveter en 1931, le raccord dit DSP baptisé du nom de la firme ("Dubois Spécial Paris", qui l'aurait commercialisé en premier).

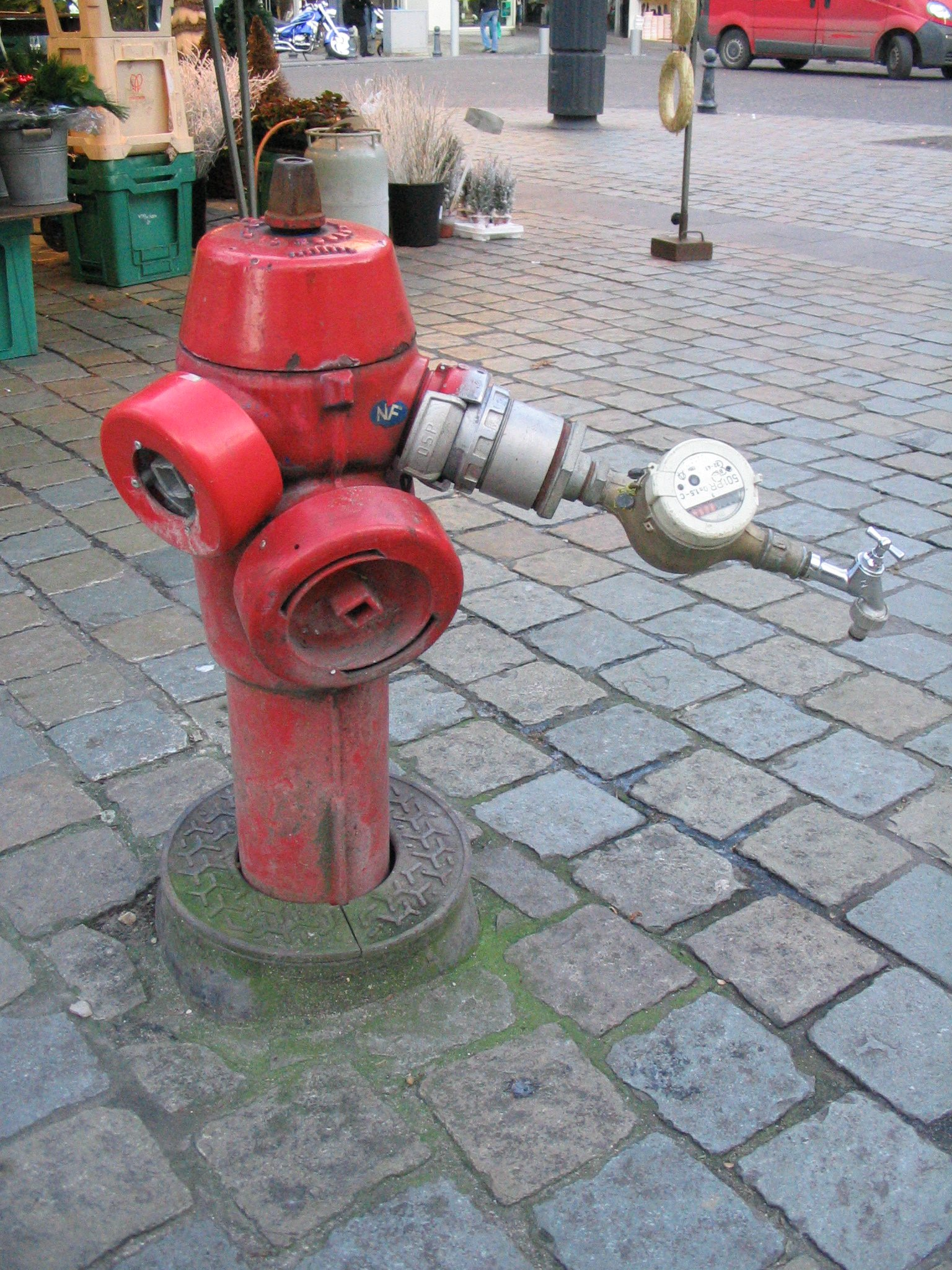
Col de cygne sur une borne d'incendie belge avec un raccord DSP pour livrer de l'eau à un particulier.
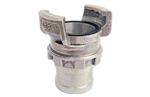
DSP coupling.
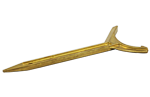
DSP wrench.

## Normes
- Raccord symétrique Guillemin PN 16 : NF E29-572
- Raccord symétrique auto-étanche DSP : NF S61-704